# タワーリング・インフェルノ/愛のテーマ
「タワーリング・インフェルノ/愛のテーマ」（"We May Never Love Like This Again"）は、1974年のディザスター映画『タワーリング・インフェルノ』のためにアル・カシャとジョエル・ハーシュホーンが制作した楽曲である。アカデミー歌曲賞を受賞したこの曲はモーリン・マクガヴァンが歌い、映画でもマクガヴァン自身が歌手役で短時間出演して披露した。

## チャート成績

### 週間チャート
| チャート (1975年)                               | 最高 順位 |
| ----------------------------------------------- | --------- |
| オーストラリア (ケント・ミュージック・レポート) | 5         |
| カナダ・アダルト・コンテンポラリー              | 22        |
| U.S. Billboard Hot 100                          | 83        |
| U.S. Billboard イージー・リスニング             | 20        |

### 年間チャート
| チャート (1975年)                               | 最高 順位 |
| ----------------------------------------------- | --------- |
| オーストラリア (ケント・ミュージック・レポート) | 55        |